# Hans Bourquin

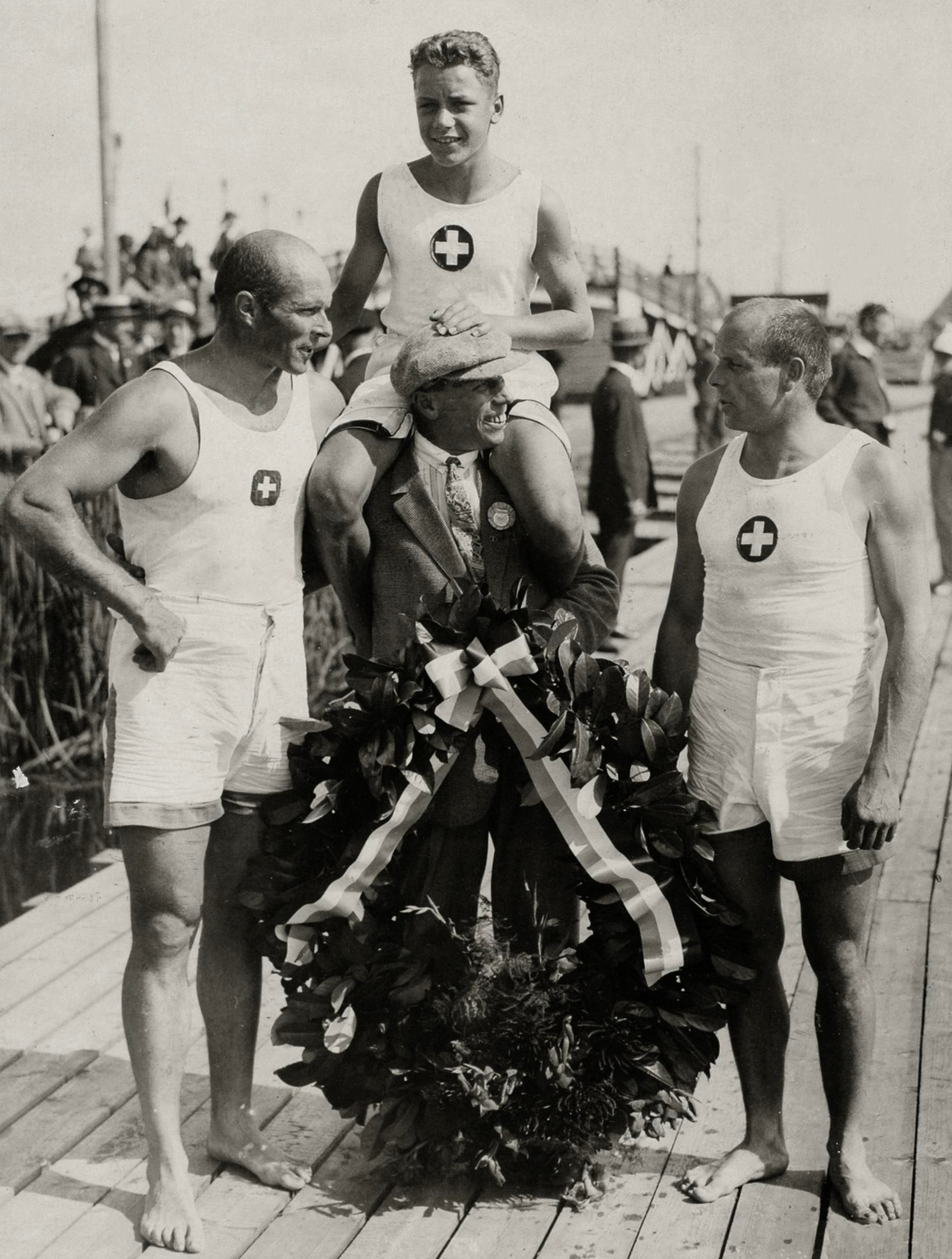
Die Olympiasieger 1928 von links nach rechts: Hans Schöchlin, Hans Bourquin (auf Schultern) und Karl Schöchlin

Hans Bourquin (* 16. Oktober 1914; † 1998 in Sion) war ein Schweizer Ruderer, der als Steuermann 1928 Olympiasieger im Zweier mit Steuermann wurde.

## Werdegang
Hans Bourquin steuerte bei den Olympischen Spielen 1928 auf einem Kanal in Amsterdam den Zweier mit Hans und Karl Schöchlin. Es traten jeweils zwei Boote im K.-o.-System gegeneinander an, allerdings konnte man nach einer Niederlage über den Hoffnungslauf weiterkommen. In der ersten Runde besiegten die Schweizer das französische Boot mit einem Vorsprung von zwei Zehntelsekunden, in der zweiten Runde das italienische Boot. Im Endlauf trafen die Schweizer erneut auf die französischen Brüder Armand und Édouard Marcelle mit ihrem Steuermann Henri Préaux, die sich im Hoffnungslauf gegen die US-Amerikaner und dann in zwei Rennen gegen die Belgier durchgesetzt hatten. Im Final hatten die Schweizer nun weit mehr Reserven und siegten mit sechs Sekunden Vorsprung deutlich.
Zum Zeitpunkt des Olympiasieges war Bourquin 13 Jahre und 292 Tage alt und damit der bisher jüngste Gewinner einer Goldmedaille.
Hans Bourquin gehörte dem Seeclub Biel an.